# 안진범
안진범(1992년 3월 10일 ~ )은 대한민국의 축구 선수로, 포지션은 윙어이다. 현 K리그2 성남 FC의 선수이다.

## 클럽 경력
안진범은 2009년 U-17 대표팀에서 활약했다. 이후 축구 명문 고려대학교를 졸업했다.
졸업 후 2014 시즌을 앞두고, 자유 선발로 FC 안양에 입단한 후, 곧바로 최진수와 맞트레이드를 통해 울산 현대로 이적하였다. 2014년 5월 11일에 열린 부산 아이파크와의 홈 경기에서 K리그 데뷔골을 기록하였다.
2015 시즌을 앞두고 인천 유나이티드로 임대되어 9경기 출전하였다.
인천에서 임대를 마친 안진범은 FC 안양으로 다시 임대되었다가 12월 30일에 원 소속이던 울산에서 안양으로 완전 이적했고, 3년 만에 안양으로 복귀했다.
2018년 5월, 상주 상무에 입대했다.
2020시즌을 앞두고 상주 상무에서 제대를 했으며 이후 K리그1의 인천 유나이티드로 이적했다.
2021시즌을 앞두고 윤용호와의 트레이드로 성남 FC로 이적했다.

## 그 외
2016년 11월 26일에 MBC 마이 리틀 텔레비전에서 김영남과 함께 이천수의 명품 축구 레슨 편에 출연하였다.